# Poompat Sapkulchananart
Poompat Sapkulchananart (Thai: ภูมิพัฒน์ ทรัพย์กุลชนนาถ; * 18. Oktober 1983) ist ein thailändischer Badmintonspieler. 

## Sportliche Karriere
National siegte Poompat Sapkulchananart bei den thailändischen Meisterschaften 2006 im Herreneinzel und unterbrach damit die Siegesserie von Boonsak Ponsana bei dieser Veranstaltung. 
Bei den Asienspielen 2006 schaffte es Poompat Sapkulchananart bis ins Achtelfinale, schied dort aber gegen den späteren Silbermedaillengewinner Lin Dan aus China aus. Bei den Südostasienspielen 2007 stand er sogar im Viertelfinale, unterlag dann jedoch Nguyễn Tiến Minh aus Vietnam knapp in drei Sätzen. Im Viertelfinale war auch Endstation bei der Asienmeisterschaft 2006. Hier verlor er gegen den späteren Sieger Lee Chong Wei aus Malaysia. Bei der Denmark Super Series 2007 und der Singapur Super Series 2008 schied er gegen Peter Gade im Achtelfinale aus.